# پارک وون سانگ
پارک وون سانگ (کره‌ای: 박원상؛ زادهٔ ۲۰ ژانویه ۱۹۷۰) بازیگر اهل کره جنوبی است.

## فیلم‌شناسی

### مجموعه تلویزیونی
| سال  | عنوان                                                                | نقش                        |
| ---- | -------------------------------------------------------------------- | -------------------------- |
| ۲۰۰۷ | دراما سیتی «سام‌دالگ می‌سوگ‌یی»                                         | هان کیونگ ته               |
| ۲۰۰۸ | پلیس چوسان – فصل ۲                                                   | جی ده هان                  |
| ۲۰۱۰ | یاکشا                                                                | پارک پو                    |
| ۲۰۱۱ | رؤیای بلند                                                           | رئیس یون                   |
| ۲۰۱۱ | بک دونگ سو دلاور                                                     | جانگ ده پیو                |
| ۲۰۱۱ | درام ویژه «Behind the Scenes of the Seokyeong Sports Council Reform» | جو پیل سانگ                |
| ۲۰۱۱ | درام ویژه «برای پسرم»                                                | پیل گیو                    |
| ۲۰۱۲ | قهرمان                                                               | کوان هیوک گیو              |
| ۲۰۱۲ | درام ویژه «عشق اول همسرم»                                            | میونگ چول                  |
| ۲۰۱۳ | نه                                                                   |                            |
| ۲۰۱۳ | کوسه                                                                 | بیون بانگ جین              |
| ۲۰۱۳ | تیم برتر پزشکی                                                       | جو جون هیوک                |
| ۲۰۱۴ | گلدن کراس                                                            | ایم کیونگ جه               |
| ۲۰۱۴ | مرد بزرگ                                                             | کارآگاه قتل (حضور افتخاری) |
| ۲۰۱۴ | برگشت                                                                | بازپرس ارشد هان            |
| ۲۰۱۴ | هیلر                                                                 | جانگ بیونگ سه              |
| ۲۰۱۵ | جونگ میونگ                                                           | جانگ بونگ سو               |
| ۲۰۱۵ | گذشته                                                                | ریو جونگ گو                |
| ۲۰۱۵ | آدامس بادکنکی                                                        | جو دونگ گیل                |
| ۲۰۱۶ | وکیل من آقای جو                                                      | به ده سو                   |
| ۲۰۱۶ | دابلیو                                                               | هان چول هو                 |
| ۲۰۱۶ | پری وزنه‌برداری کیم بوک‌جو                                             | درمانگر                    |
| ۲۰۱۷ | آرگون                                                                | شین چول                    |
| ۲۰۱۷ | ملکه هفت روزه                                                        | پارک وون جونگ              |
| ۲۰۱۸ | سوییچ                                                                | یانگ جی سونگ               |
| ۲۰۱۸ | همسر آشنا                                                            | بیون سانگ وو               |
| ۲۰۱۹ | آیتم                                                                 | گو دونگ یون                |
| ۲۰۲۰ | بازی به سوی صفر                                                      | لی جون هی                  |
| ۲۰۲۰ | پادشاه: سلطنت ابدی                                                   | پارک مون شیک               |
| ۲۰۲۱ | احساس پادشاه                                                         | شین یونگ سو                |
| ۲۰۲۱ | تابستان دوست‌داشتنی ما                                                | چوی هو                     |
| ۲۰۲۳ | دوران خوش                                                            | چوی یونگ شیک               |